# 094号線 (チェコ)
チェコ国鉄094号線、別名ヴラニャニ〜ルジェツ・ナド・ヴルタヴォウ線（チェコ語：Železniční trať Vraňany – Lužec nad Vltavou）は、チェコ国鉄の鉄道路線である。
1887年、オーストリア国有鉄道の路線として開業した。2021年末に、旅客運行が休止された。

## 運行形態
2022年ダイヤでは、旅客列車が運行していない。

### 過去の運行形態
2021年以前は、平日のみ、1日10往復が運行していた。うち3往復は090号線のクラルピ・ナド・ヴルタヴォウまで乗り入れていた。区間運転便も、ほとんどが090号線の普通に接続していた。

## 駅一覧
以下では、チェコ国鉄094号線の駅と営業キロ、停車列車、接続路線などを一覧表で示す。なお、全て各駅停車である。
| 路線名 | 駅名                           | 駅間営業キロ | 累計営業キロ | 接続路線         | 所在地         | 所在地           |
| ------ | ------------------------------ | ------------ | ------------ | ---------------- | -------------- | ---------------- |
| 094    | ヴラニャニ駅                   | -            | 0.0          | 090号線、095号線 | 中央ボヘミア州 | ムニェルニーク郡 |
| 094    | ルジェツ・ナド・ヴルタヴォウ駅 | 3.2          | 3.2          |                  | 中央ボヘミア州 | ムニェルニーク郡 |